# Alloharpina
Alloharpina is een geslacht van vlinders van de familie spanners (Geometridae), uit de onderfamilie Ennominae.

## Soorten
- A. conjungens Alphéraky, 1892
- A. dejeani Oberthür, 1884
- A. discoidalis Wehrli, 1941
- A. dolosaria Leech
- A. percostata Wehrli, 1939